# Penong
Penong är en ort i Australien. Den ligger i delstaten South Australia, omkring 620 kilometer nordväst om delstatshuvudstaden Adelaide. Antalet invånare är 215.
Trakten runt Penong är nära nog obefolkad, med mindre än två invånare per kvadratkilometer.. Det finns inga andra samhällen i närheten.
Trakten runt Penong består till största delen av jordbruksmark. Genomsnittlig årsnederbörd är 343 millimeter. Den regnigaste månaden är maj, med i genomsnitt 68 mm nederbörd, och den torraste är december, med 7 mm nederbörd.